# کانتا
کانتا (به پرتغالی: Cantá) یک منطقهٔ مسکونی در برزیل است که در رورایما واقع شده‌است. کانتا ۷٬۶۶۵ کیلومتر مربع مساحت و ۱۸٬۷۹۹ نفر جمعیت دارد.